# Pulau Terong
Pulau Terong is een bestuurslaag in het regentschap Batam van de provincie Riau-archipel, Indonesië. Pulau Terong telt 3059 inwoners (volkstelling 2010).